# Контрольная площадка (артиллерия)

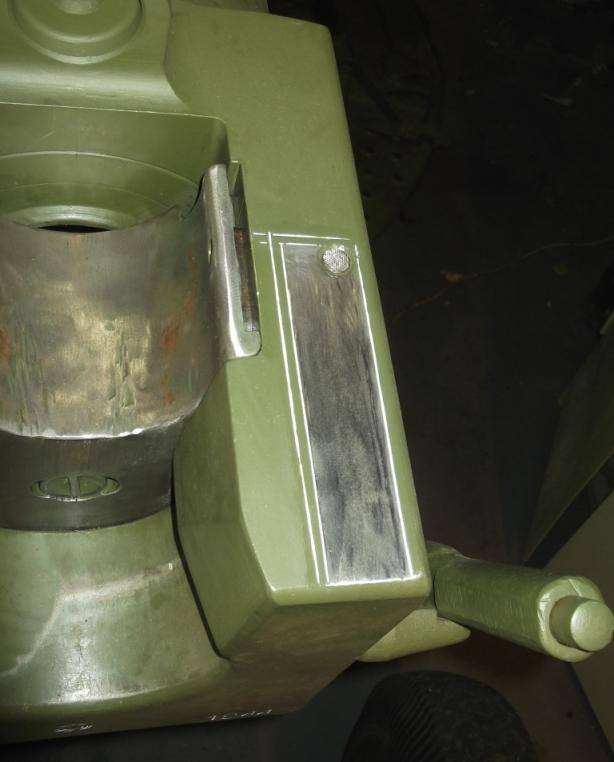
Контрольная площадка на казённике 85-мм зенитной пушки

Контрольная площадка — специальная площадка или место на наружной поверхности ствола, которое изготовлено таким образом, что её поверхность точно параллельная оси ствола. Используется для установки на неё контрольного уровня или квадранта. Обычно контрольная площадка на орудии легко заметна, т.к. представляется собой блестящий, неокрашенный участок поверхности ствола или казённика.
Обычно контрольную площадку формируют на казенной части артиллерийских установок, а затем прирабатывают (пришабривают) на собранном стволе артиллерийской установки. В некоторых случаях (например на стволах 120 мм миномётов производства СССР и РФ) контрольную площадку формируют в виде некой поверхности прямо на стволе: кольцевая поверхность, специальный прилив и т.д. Для обеспечения операции приработки в дульную часть ствола, установленного на контрольном столе, вставляют калибр с площадкой для квадранта. На калибр устанавливают квадрант в направлении оси ствола. Изменением углового положения ствола и поворотом калибра добиваются горизонтальности площадки для квадранта на калибре (контроль ведут по квадранту). Затем контрольную площадку на стволе пришабривают в горизонт, добиваясь параллельности плоскости контрольной площадки и базовой оси канала ствола.

Особенностью всех без исключения контрольных площадок, на всех видах вооружения является то, что в войсках её категорически запрещено каких-либо образом обрабатывать: окрашивать краской, полировать наждачной бумагой, ставить на неё что-либо, наносить удары и т.д. Все эти действия нарушают точную приработку поверхности контрольной площадки и она может стать более не параллельной оси ствола орудия. Контрольную площадку разрешается лишь протирать мягкой ветошью (промасленной ветошью) с целью недопущения ржавления или для удаления загрязнений, а также разрешается покрывать смазкой для консервации.

8 см немецкий миномёт s.Gr.W. 34, указана контрольная площадка на казённике.

## Сохранность контрольных площадок в войсках
На практике часто военнослужащие не знают о контрольных площадках, требованиях к их сохранности и уходу за ними. 
Поэтому не редки случаи, что они повреждаются. Например на кольцевую контрольную площадку на стволах миномётов надевают хомут двуноги-лафета, т.к. блестящая кольцевая контрольная площадка интуитивно воспринимается как специально выделенное для этого место. Иногда эти площадки полируются абразивными материалами для сохранения блеска и т.д.
При ремонте и перекраске орудий в войсках об этих площадках забывают и они покрываются краской также как и все остальные части ствола, что конечно же запрещено. Та же участь настигает и практически все контрольные площадки на орудиях находящихся на открытых площадках музеев, на памятниках и других местах, т.к. они просто целиком покрываются краской для обновления внешнего вида и поэтому визуально найти на них контрольную площадку не представляется возможным.

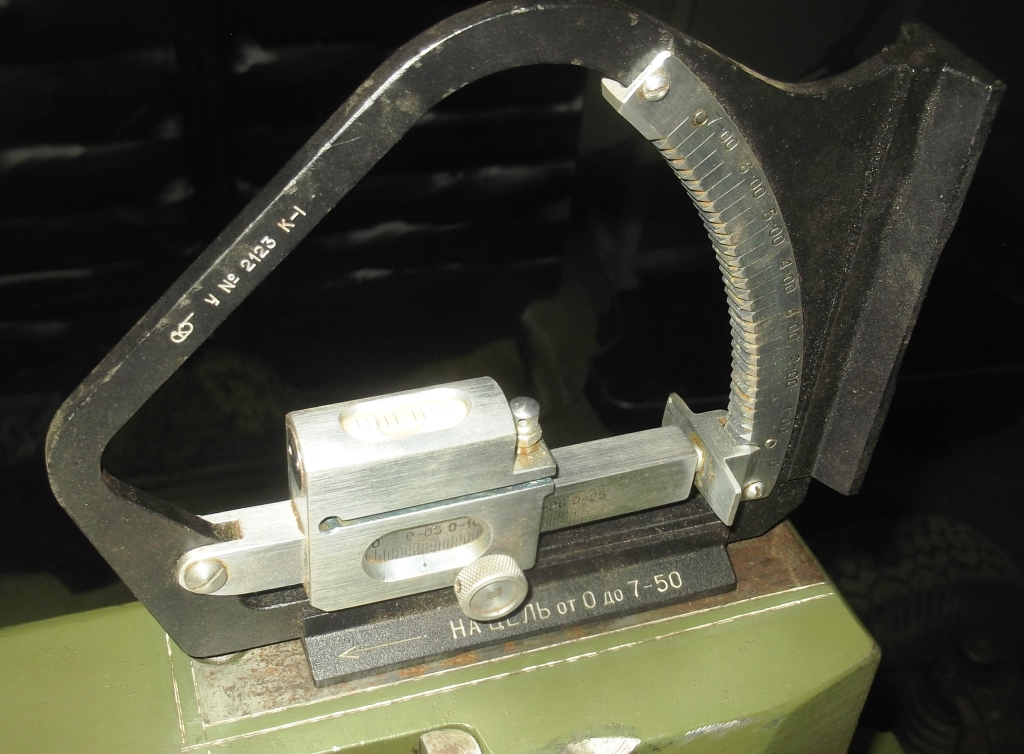
Квадрант артиллерийский К-1 на контрольной площадке 85-мм зенитной пушки

## Использование контрольной площадки
Используется для проверки прицельных приспособлений, механизмов наводки, горизонтирования и т.п. с помощью квадранта или контрольного уровня.

## Примеры контрольных площадок на артиллерийских установках
Традиционно контрольная площадка выполняется в виде прямоугольного участка на поверхности казённика орудия. Эта блестящая площадка как правило располагается сверху на хорошо видном месте и ограничена рисками. Такие площадки есть почти на всех орудиях традиционной ствольной артиллерии, в том числе на 76-мм и 85-мм зенитных пушках, пушках ЗИС-3, гаубице М-30 и других. Данный элемент является их обязательной и неотъемлемой частью.
Иногда, она может иметь приспособления для установки каких-либо защитных элементов. Например на казённике немецкого 81,4 мм миномёта s.Gr.W. 34 контрольная площадка имеет три винта для установки жестяной "крышки" поверх площадки.
На  советском станковом противотанковом гранатомёте СПГ-9 контрольная площадка выполнена в виде прилива прямоугольной формы сверху на стволе. При этом она может закрываться кронштейном.
На полковых (107 мм и 120 мм) миномётах производства СССР, РФ и других стран контрольная площадка выполнена не на казённике, а в виде блестящей (неокрашенной) гладкой кольцевой поверхности снаружи трубы миномёта, между уступами.

## Галерея

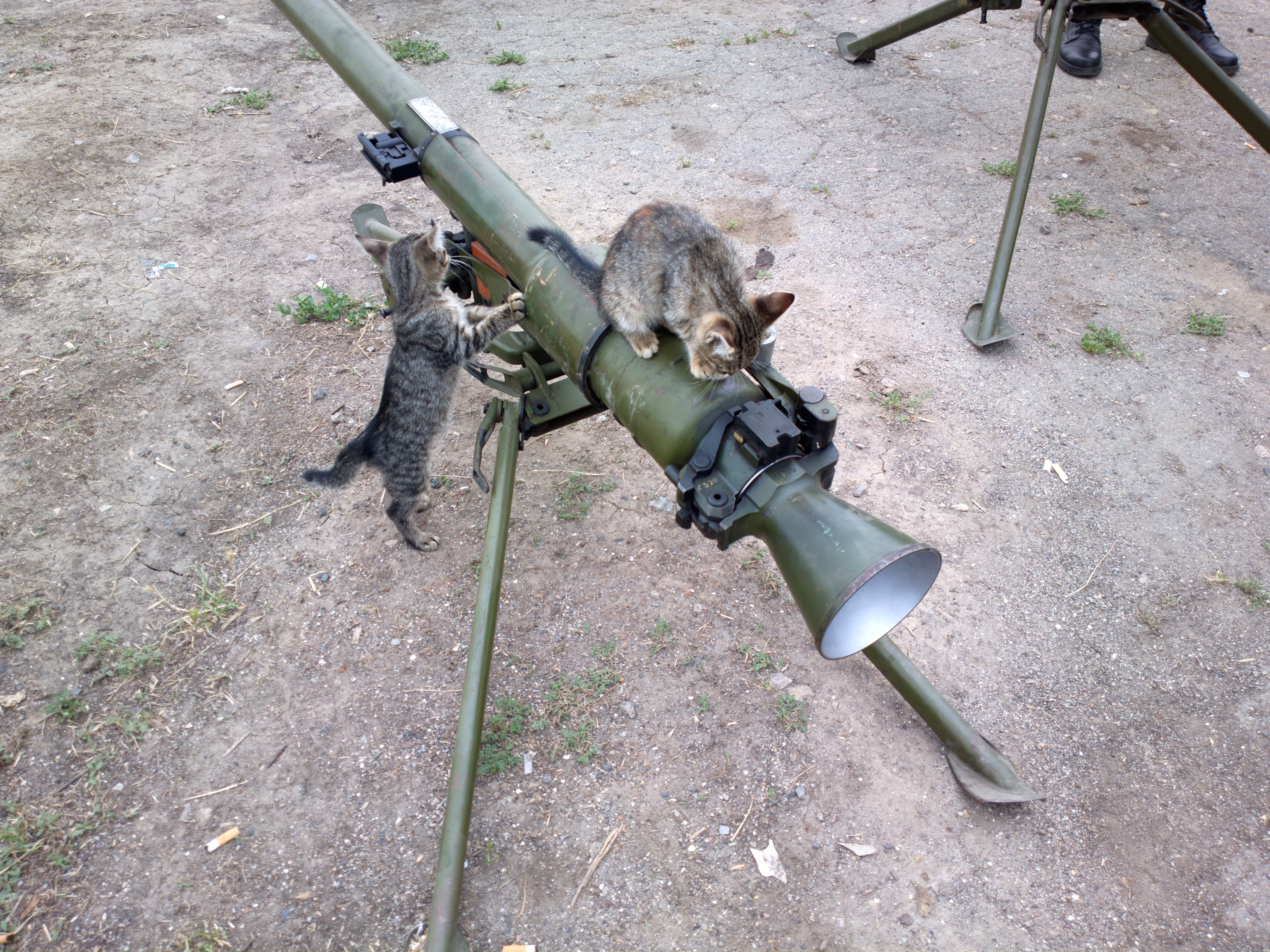
Хорошо видна контрольная площадка на гранатомёте СПГ-9: блестящая площадка в передней части ствола.
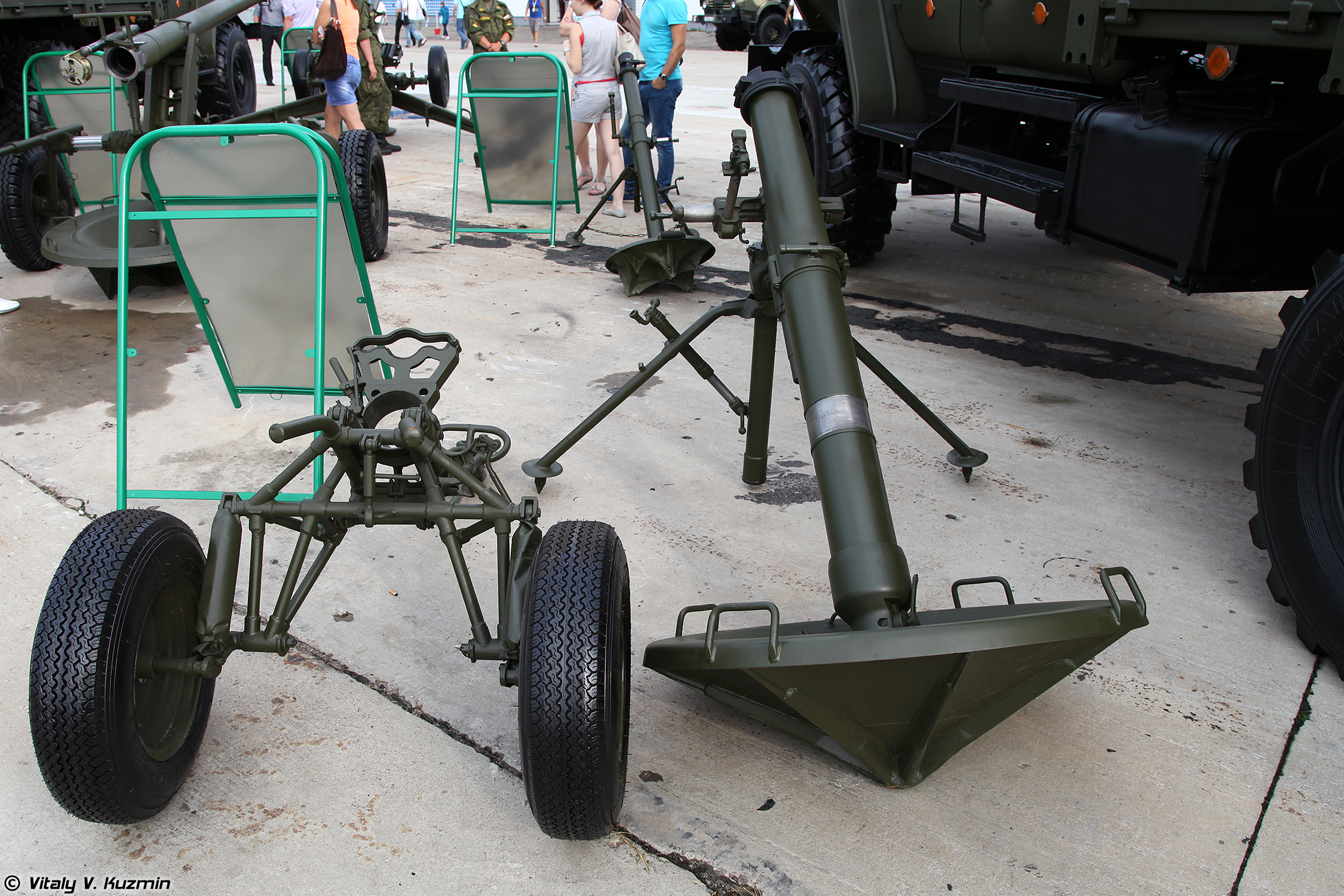
Кольцевая контрольная площадка (неокрашенная часть ствола) на 120 мм миномёте  2Б11.
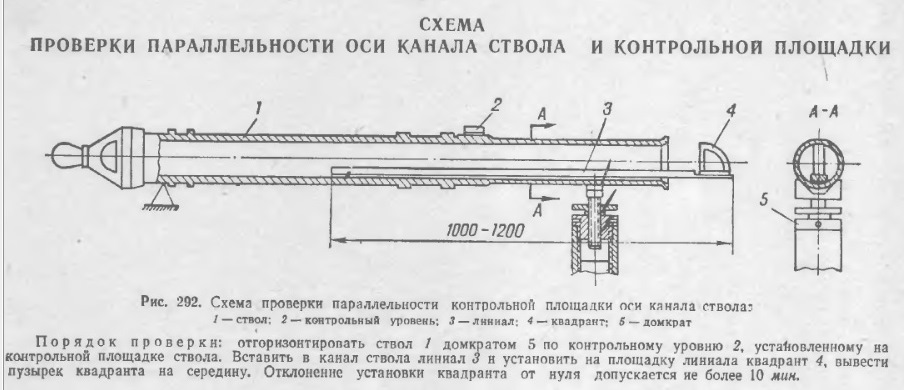
Схема проверки ствола. Кольцевая контрольная площадка расположена под контрольным уровнем (2).